# 少典
少典（しょうてん）は、黄帝の父とされる人物ではあるが、顓頊の孫娘である女脩の子の大業（大費の父）が少典の娘の女華を娶ったとされることもあり、部族名かとも思われる。
一説に目が四つあるとも。